# 博沃 (曼恩-卢瓦尔省)
博沃（法語：Beauvau，法語發音：[bovo] ⓘ）是法国曼恩-卢瓦尔省的一个旧市镇，属于昂热区。2016年1月1日，博沃和相邻的另外3个市镇合并为新市镇雅尔泽维拉日（Jarzé Villages）。

## 地理
博沃（47°34'46"N, 0°15'22"W）面积7.98 平方千米，位于法国卢瓦尔河地区大区曼恩-卢瓦尔省，该省份为法国西部内陆省份，大致对应安茹地区，北起顺时针与马耶讷省、萨尔特省、安德尔-卢瓦尔省、维埃纳省、德塞夫勒省、旺代省、大西洋卢瓦尔省和伊勒-维莱讷省接壤。
与博沃接壤的市镇（或旧市镇、城区）包括：舍维雷勒鲁日、迪尔塔勒、马尔塞。
博沃的时区为UTC+01:00、UTC+02:00（夏令时）。

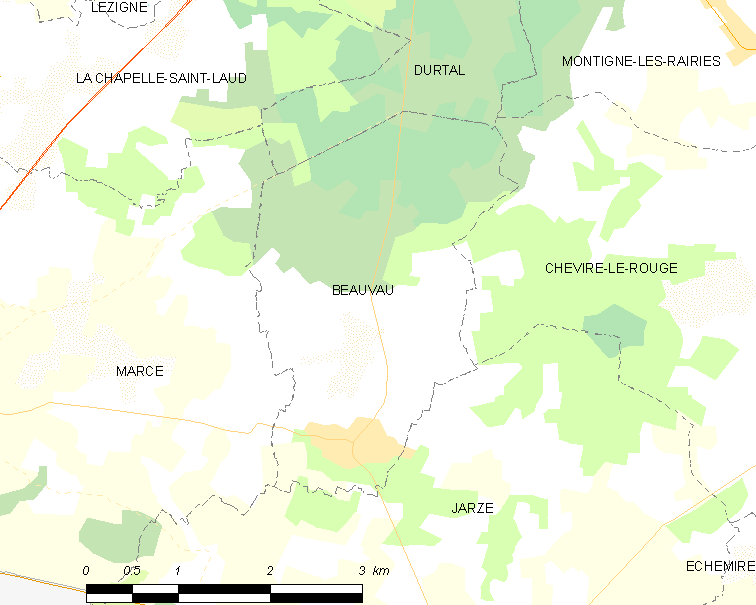
博沃的OSM定位图

## 行政
博沃的邮政编码为49140，INSEE市镇编码为49025。

## 政治
博沃所属的省级选区为昂热第六县。

## 人口

1962-2008年间博沃人口变化图示

博沃于2018年1月1日时的人口数量为294人。